# اتحاد (روزنامه)
اتحاد نام یکی از نشریات دوران جنگ جهانی اول در شهر همدان است. اتحاد یکی از مهم‌ترین، سیاسی‌ترین، ادبی‌ترین و مردمی‌ترین نشریه در همدان بود که به سبب استحکام و توان صاحب امتیاز و مدیر آن سید محمد یوسف‌زاده غمام به نسبت دیگر نشریات از دوام بیشتری در عرصه فعالیت مطبوعاتی برخوردار گشت. بیشترین اخبار و گزارش‌های حوادث جنگ در شهر همدان را می‌توان از این نشریه به دست آورد.
از نویسندگان برجسته این روزنامه می‌توان به یاور همدانی (احمد نیک‌طلب)، شاعر سرشناس معاصر ایران اشاره داشت. 